# Philipsdam
De Philipsdam is een onderdeel van de Deltawerken. Met de bouw van de Philipsdam werden de wateren Krammer en Volkerak direct afgesloten van de Oosterschelde. De Philipsdam loopt van de Grevelingendam naar Sint Philipsland - waarnaar de dam genoemd is -  en is bewegwijzerd als N257.

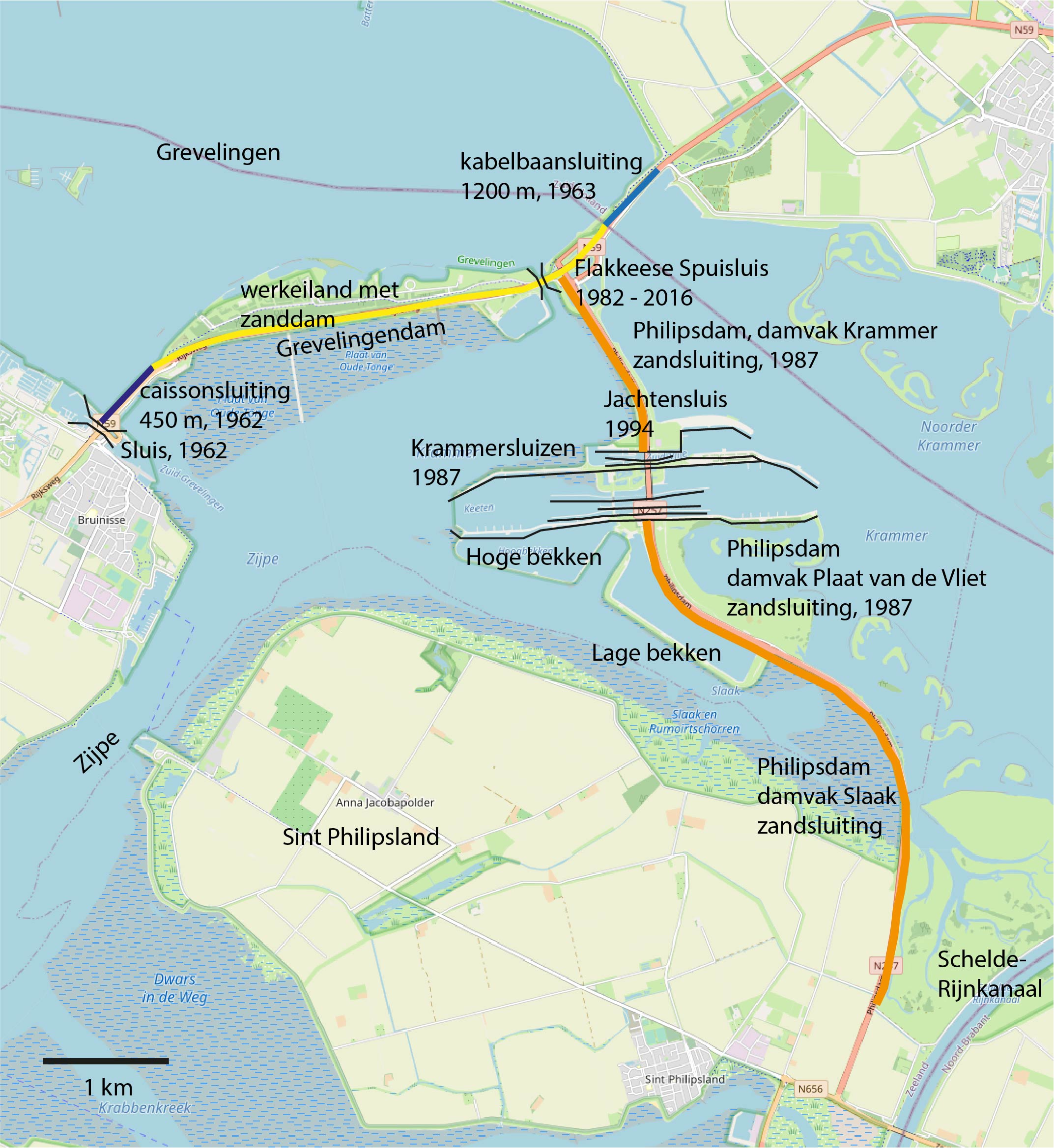
Situatie van de verschillende werken

## Noodzaak van de Philipsdam
De Philipsdam is een compartimenteringsdam die nodig was nadat in 1974 besloten was om de Oosterschelde niet af te sluiten, maar te voorzien van een stormvloedkering. De Commissie Compartimentering Oosterschelde was door de minister van Verkeer en Waterstaat ingesteld, met onder meer de opdracht vòòr 30 april 1975 rapport uit te brengen aan de minister en aan de provinciale besturen van Zeeland en Noord-Brabant aangaande de technische, planologische en financiële aspecten van de verschillende mogelijkheden van compartimentering van de Oosterschelde. Het was nodig om iets te doen om er voor te zorgen dat het getijverschil bij Yerseke voldoende groot bleef, en dat de binnenvaart van Antwerpen naar Rotterdam getijvrij zou worden, zoals in het traktaat met België was afgesproken. De Commissie stelde voor om een comparimenteringsdam aan te legen in het Keeten tussen Tholen en Duiveland. Maar de Raad van de Waterstaat adviseerde om een dam tussen de Grevelingendam en St.Philipsland aan te leggen. Dit advies is door de Minister gevolgd. In een raming later dat jaar werd voor de Philipsdam 160 miljoen gulden gereken, en voor bijbehorende sluizen (de Krammersluizen) 270 miljoen. De planning was om een kabelbaansluiting met betonblokken voor het sluitgat in de Krammer toe te passen en voor de sluiting van het Slaak een zandsluiting.

## Het ontwerp
Een aantal alternatieven voor de exacte ligging van de dam en het sluizencomplex zijn onderzocht, waarbij een belangrijke afweging was het behoud van waardevolle intergetijdengebieden. Daarnaast speelden de stroomsnelheden in de sluitgaten en de grondmechanische aspecten een grote rol bij de afweging. De wegaansluiting aan de zuidzijde vereiste nogal wat onderzoek, omdat deze door kwetsbare natuurgebieden liep. De bouw van de Philipsdam begon eind 1976 met de bouw van een werkeiland op de Plaat van Vliet. Toen dit eiland anderhalf jaar later klaar was, werd begonnen met het bouwen van enkele sluizen voor de binnenvaart en de pleziervaart.
Door de diverse werken waren de kenmerken van de sluitgaten in de loop der tijd wat veranderd. In 1978 was de toestand als volgt:
| Omschrijving                     | Krammer    | Tholense Gat |
| -------------------------------- | ---------- | ------------ |
| Breedte op N.A.P                 | 980 m      | 340 m        |
| Max. diepte t.o.v. N.A.P.        | 19 m       | 22 m         |
| Doorstroomprofiel beneden N.A.P. | 10300 m2   | 4700 m2      |
| Max. vloeddebiet                 | 12500 m3/s | 4000 m3/s    |
| Max. ebdebiet                    | 11000 m3/s | 3500 m3/s    |
| Max. vloedsnelheid               | 1,1 m/s    | 0,9 m/s      |
| Max. ebsnelheid                  | 1,2 m/s    | 0,8 m/s      |

## De uitvoering van de werken
De sluitingen van de Philipsdam en van de Oesterdam moesten goed op elkaar afgestemd worden, en ook op de bouwfases van de Oosterscheldekering. Door wat vertraging bij de bouw van de Oosterscheldekering en doordat de baggerbedrijven inmiddels werkten met zandzuigers van heel grote capaciteit werd de optie zandsluiting aantrekkelijk. Dit is in de jaren 1981-1984 in detail onderzocht. Doordat de Stormvloedkering ten tijde van de sluiting van de Philipsdam in bedrijf zou zijn, zou het mogelijk zijn om het getij ter plekke van de sluitgaten te verkleinen en dan zou een zandsluiting zonder probleem mogelijk zijn. Het probleem is dan wel dat er zeer grote schade aan de natuur wordt aangebracht, omdat foerageergebieden langere tijd niet toegankelijk zijn voor vogels. Dit is uitgebreid onderzocht en gevonden is dat als de kering op zodanige wijze wordt bediend dat er feitelijk een "gerekt" getij ontstaat met ongeveer 10 uur een waterstand iets onder N.A.P. dit voor de natuur acceptabel is en een zandsluiting kostentechnisch aantrekkelijk is, ongeveer 35 miljoen gulden goedkoper dan een steensluiting. Hiertoe is in 1983 besloten, en tevens is toen besloten om de sluiting van de Philipsdam te verschuiven naar 1987 omdat dit budgettair beter uit kwam. Bovendien kon men de werken dan ook uitvoeren in een seizoen dat de vogels (met name de steltlopers) er het minste last van hadden. De zandsluiting van het Krammer kwam er in feite op neer dat vanaf beide oevers een sluitkade van zand is opgespoten. Deze sluiting is uitgebreid beschreven in Sand Closures van P. Struik (1992).

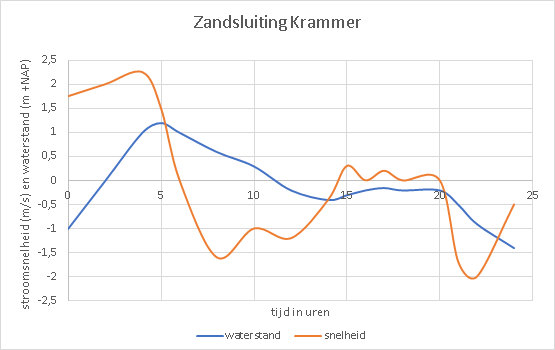
Stroomsnelheden in het sluitgat bij de zandsluiting Krammer bij een "verlengd getij"

In het kleiner wordende sluitgat nemen de snelheden toe en dus stijgen de zandverliezen. De hoeveelheid zand die nodig zal zijn om de sluiting uit te voeren hangt af van het netto-volume van de sluitkade en van de optredende zandverliezen. Die verliezen zijn behalve van de korreldiameter van het zand en enkele andere parameters vooral afhankelijk van de duur en de grootte van de stroomsnelheden. Deze laatste twee grootheden speelden een belangrijke rol in het ontwerpproces. De snelheden konden worden beïnvloed met behulp van de stormvloedkering.
De geplande productie van de zandzuigers bij de sluiting van het sluitgat was:
| naam zuiger   | geplande productie |
| ------------- | ------------------ |
| Aquarius      | 6500 m3/uur        |
| Sliedrecht 27 | 4800 m3/uur        |
| Zuiderklip    | 4100 m3/uur        |
| Mosa          | 4000 m3/uur        |
| Waddenzee     | 1300 m3/uur        |

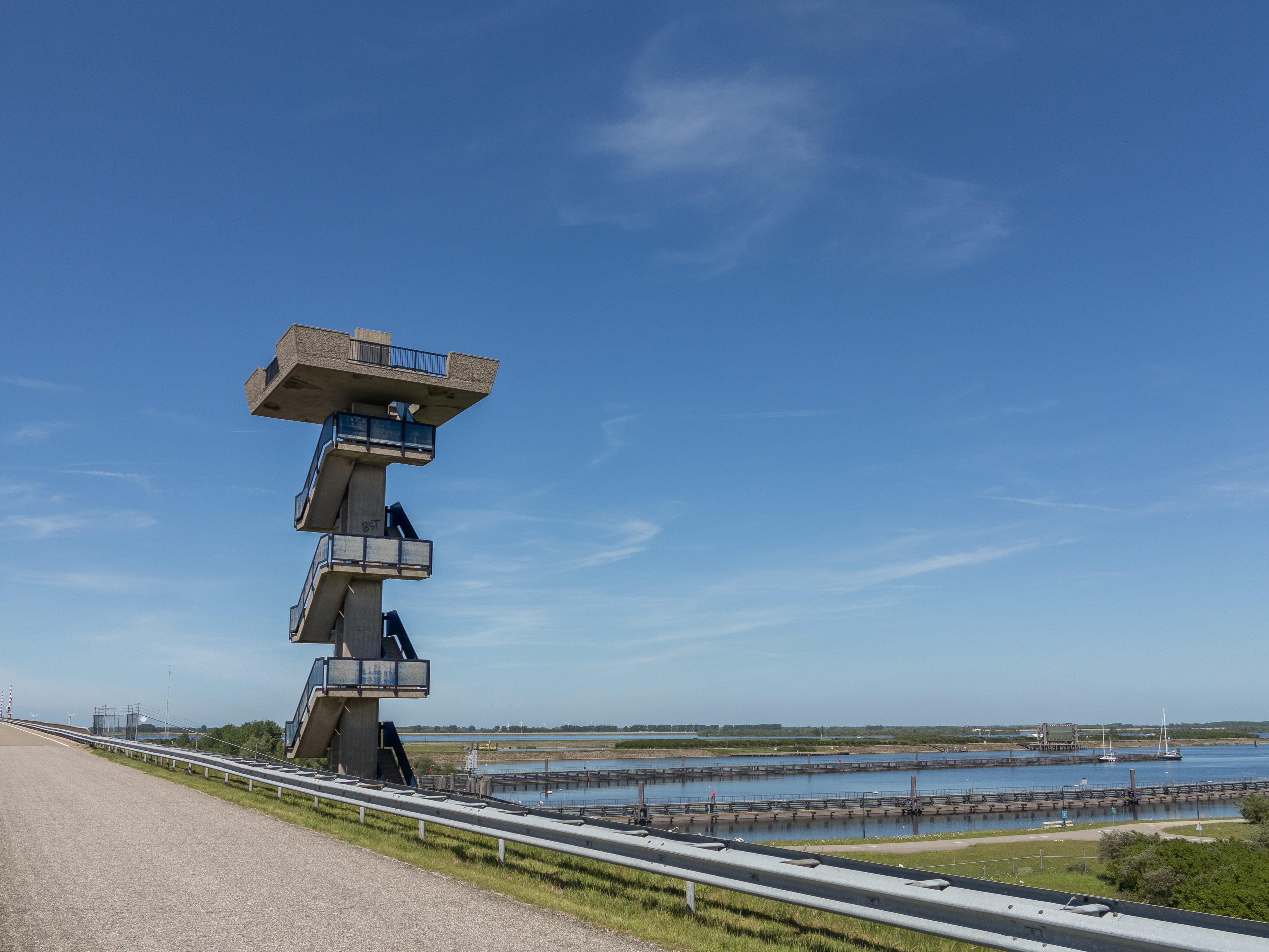
Philipsdam, uitkijktoren

In 1987 is het damvak verder afgewerkt en de weg erover aangelegd. Er is toen ook een aanvang gemaakt met de bouw van de uitkijktoren over de dam en de sluizen.

## Windturbines

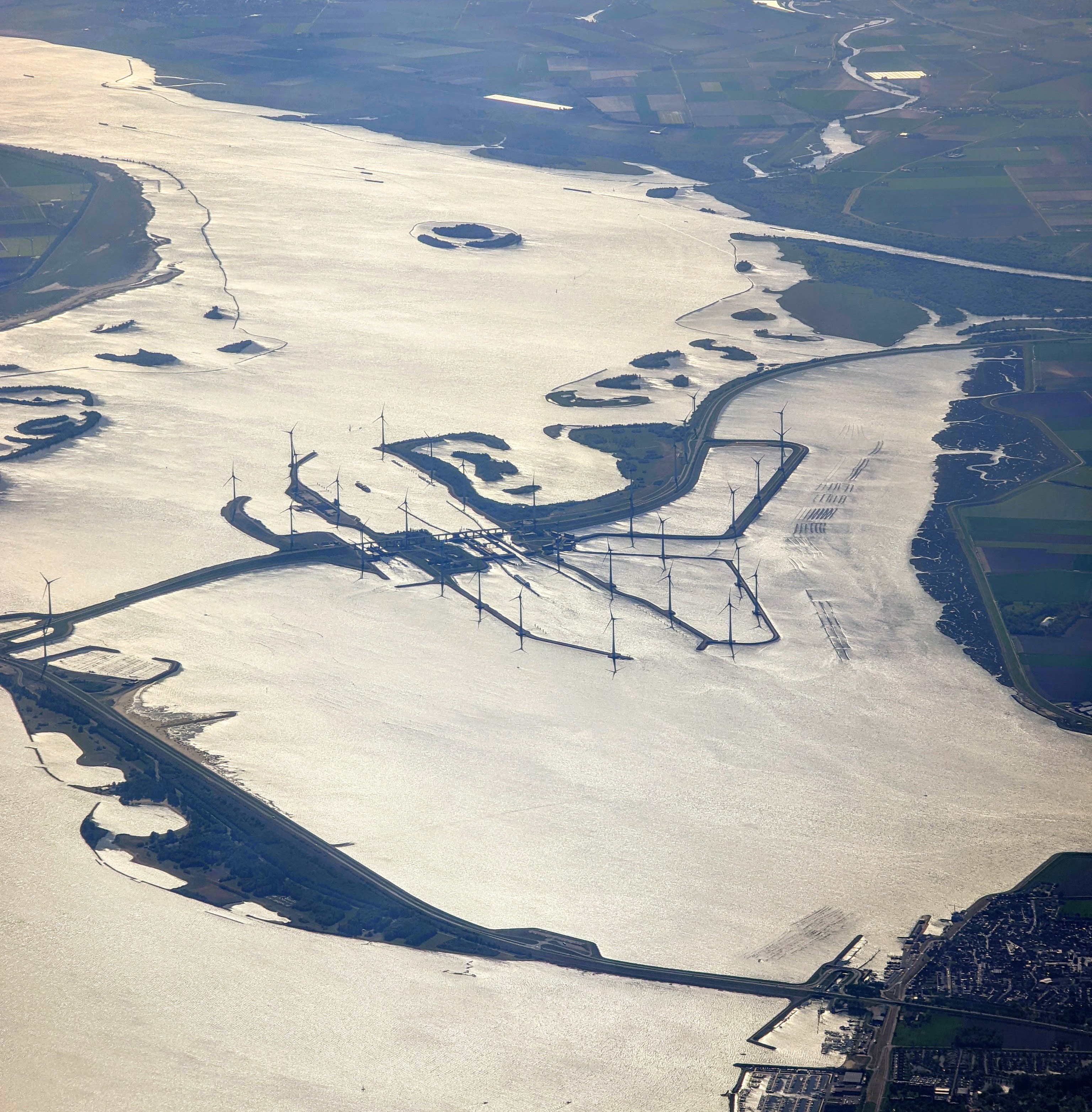
De situatie in 2022 met het Windpark Krammer

Vanaf 2017 is de dam voorzien van windturbines, het windpark Krammer. Het park bestaat uit 34 turbines met een totaal vermogen van 102 MW.

## Krammersluizen
In 1983 was het sluizencomplex (de Krammersluizen; in oudere stukken van Rijkswaterstaat wordt dit complex de Philipsdamsluizen genoemd) gereed, maar pas op 2 februari 1987, toen ook de dam af was, werd het officieel geopend. De sluizen zijn belangrijk voor de binnenvaart tussen Rotterdam, Antwerpen en Gent.
In 1994 is er een tweede sluis gebouwd voor pleziervaart. Sindsdien bestaat het complex uit twee jachtvaartsluizen voor de pleziervaart en twee duwvaartsluizen voor de beroepsvaart.

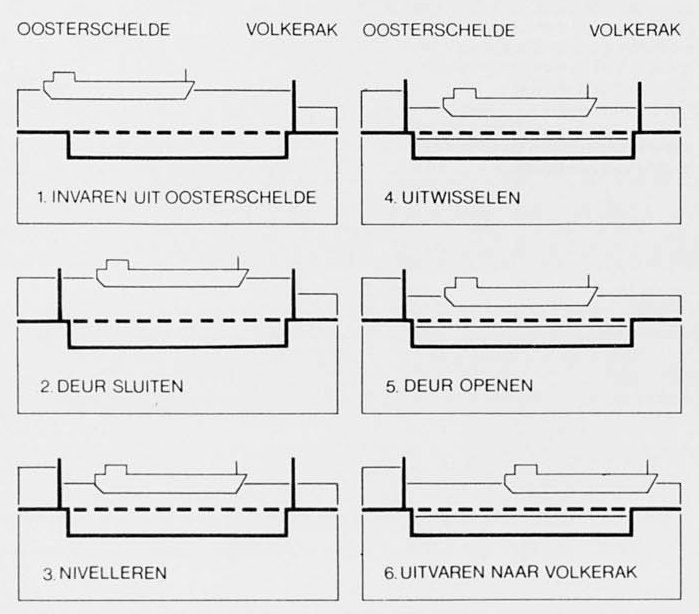
Schutprocedure voor de Krammersluizen

De sluizen zijn technisch ingewikkeld, omdat ze moeten voorkomen dat er een uitwisseling plaatsvindt van het zoete water van het Volkerak/Zoommeer en het zoute water van de Oosterschelde (via Zijpe en Slaak). De sluizen werken daarom zodanig, dat er bij het schutten geen zout water in het Volkerak kan stromen en slechts een beetje zoet water in de Oosterschelde. Hiertoe maken de sluizen gebruik van de eigenschap dat zout water zwaarder is dan zoet water en dus dat zoet water op zout water drijft. 
Als er geen speciaal zoet/zout scheidingssysteem zou zijn, dan zou bij iedere schutting van zout naar zoet de volledige inhoud van de kolk (dus niet alleen de bovenste schijf water) het Volkerak/Zoommeer instromen. Dit komt door de dichtheidsstroming. 
Als schepen van zout water naar zoet water gaan wordt, als beide deuren gesloten zijn (plaatje 2), zoet water boven in in de sluiskolk ingelaten, en zout water door de geperforeerde bodem onder in de kolk afgevoerd. Dit zoute water gaat naar een tijdelijke berging in de bassins naast de sluis, of wordt afgevoerd naar het Zijpe/Oosterschelde. Bij schutten in andere richting wordt eerst het zoete water uit de kolk afgevoerd naar een andere tijdelijke berging of naar het Zoommeer/Volkerak en vervangen door zout water uit de eerste berging of uit de Oosterschelde. Het precieze gebruik van de bekkens hangt af van de waterstanden in de Oosterschelde en Zoommeer van dat moment.
Heel belangrijk is dat er geen menging van het zoete en het zout water optreedt. De vormgeving van de geperforeerde wanden en bodem is daarom verbeterd ten opzichte van de Kreekraksluizen, waar een vergelijkbaar systeem al eerder was aangebracht.    
De sluizen voor de binnenvaart zijn 280 meter lang en 24 meter breed, zodat ze ook geschikt zijn voor grote combinaties van duwboot met duwbakken. Al met al is het Krammersluizencomplex het grootste betonnen kunstwerk (jargon voor infrastructurele bouwwerken) dat Rijkswaterstaat ooit heeft laten bouwen.

## Natuurontwikkeling
Door de aanleg van de dam is het landschap eromheen sterk veranderd. Door aanslibbing zijn er kwelders ontstaan met een rijk dierenleven. Om het bespieden van de vogels te vergemakkelijken is er een schuilhut neergezet, van waaruit men onder meer verschillende soorten steltlopers, zoals de kluut, kan zien.
Om het schutproces te versnellen is Rijkswaterstaat in 2014 een proef gestart in een jachtsluis met een nieuw systeem dat tevens de zoet-zoutscheiding zou moeten bevorderen. De nieuwe technische oplossing, waarbij bellenschermen (het actief inbrengen van luchtbellen) en het spoelen van zoet en zout water ervoor zorgt dat er niet alleen sneller en met minder energie geschut kan worden maar dat de vispopulatie ook in staat is om te migreren van het ene deel naar het andere deel.

## Uitkijktoren
In 2021 is de uitkijktoren bij het Krammersluizencomplex vernieuwd als onderdeel van het grotere renovatieproject civiele werken Krammersluizen. Het terrein rondom de toren is voorzien van camperplekken, meubilair en oplaadpunten voor e-bikes.

## Fotogalerij

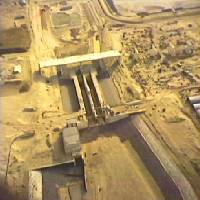
De sluis in aanbouw in de Philipsdam
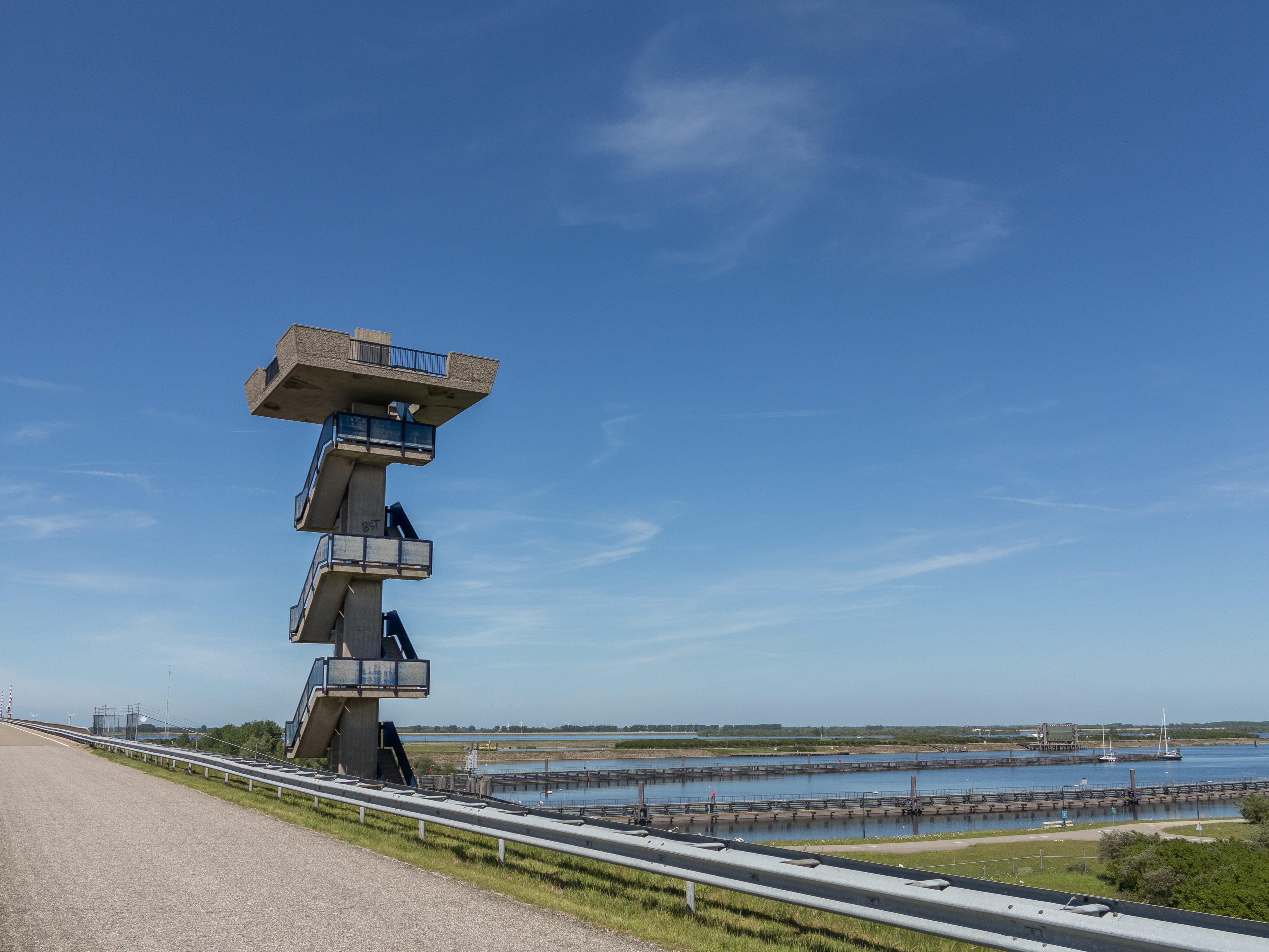
Trapconstructie bij de Krammersluizen
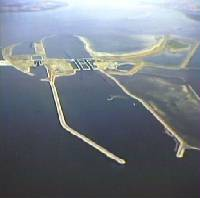
Het Krammersluizencomplex in de Philipsdam
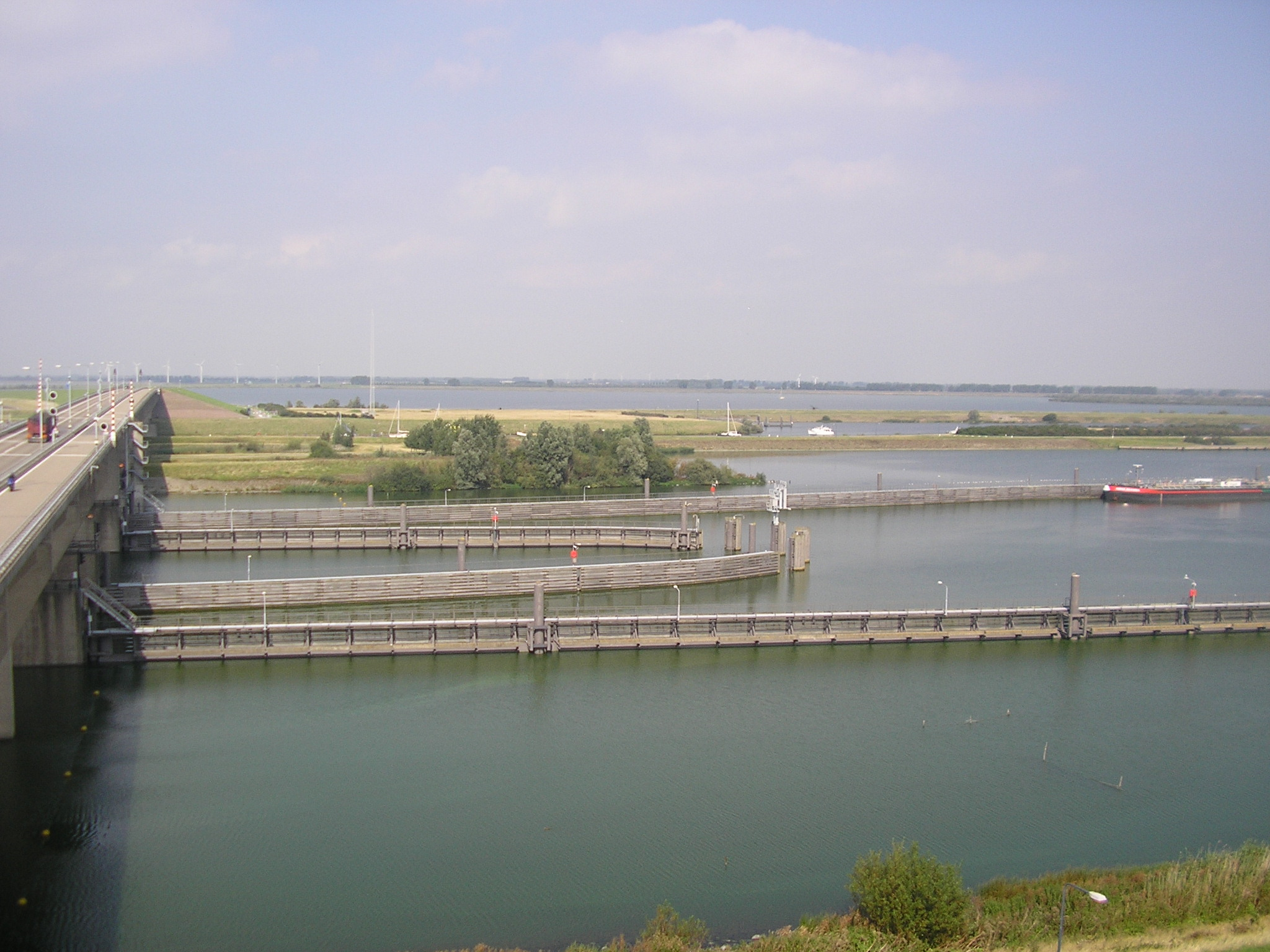
De sluizen worden centraal bediend op het sluizencomplex.
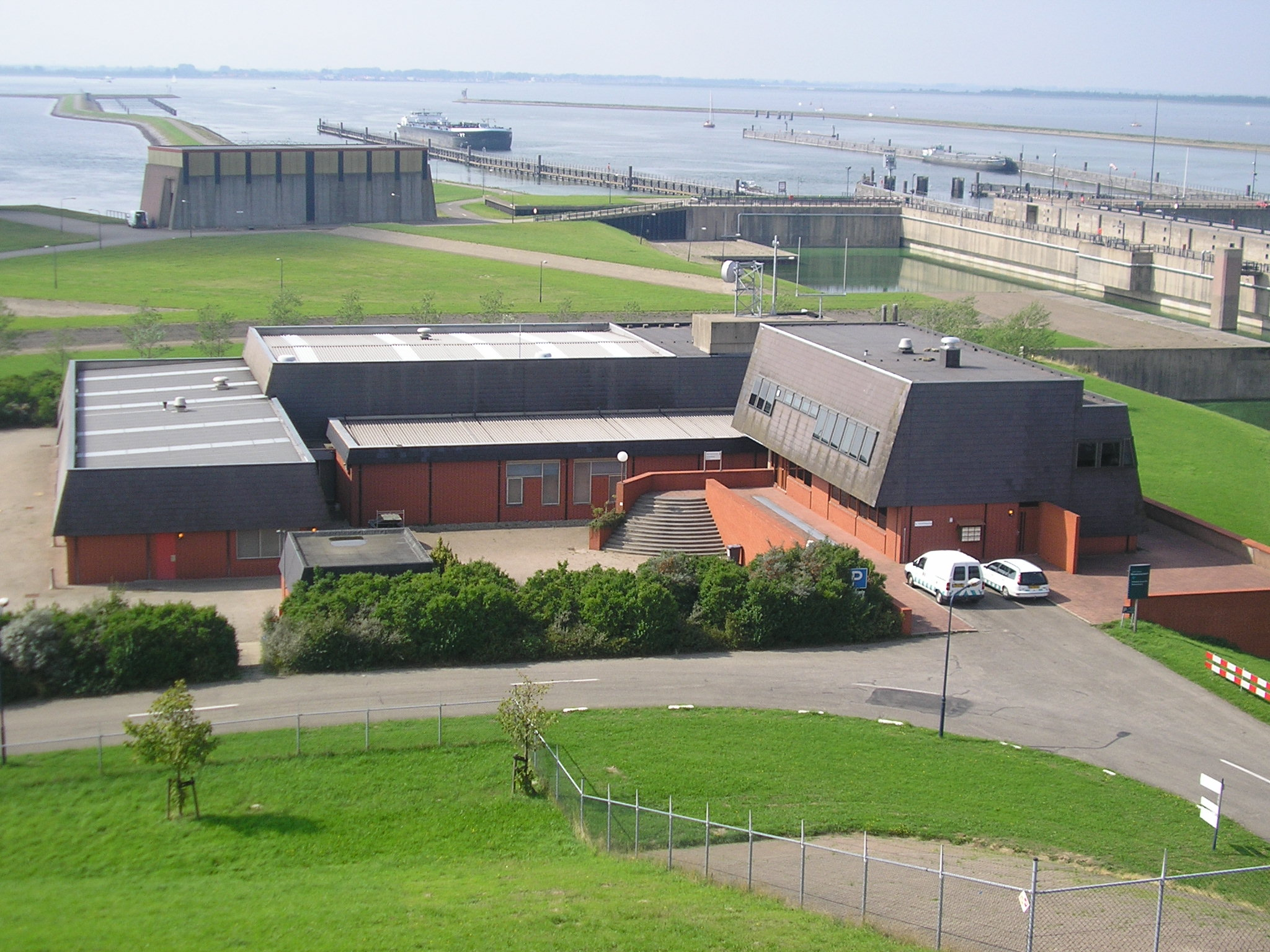
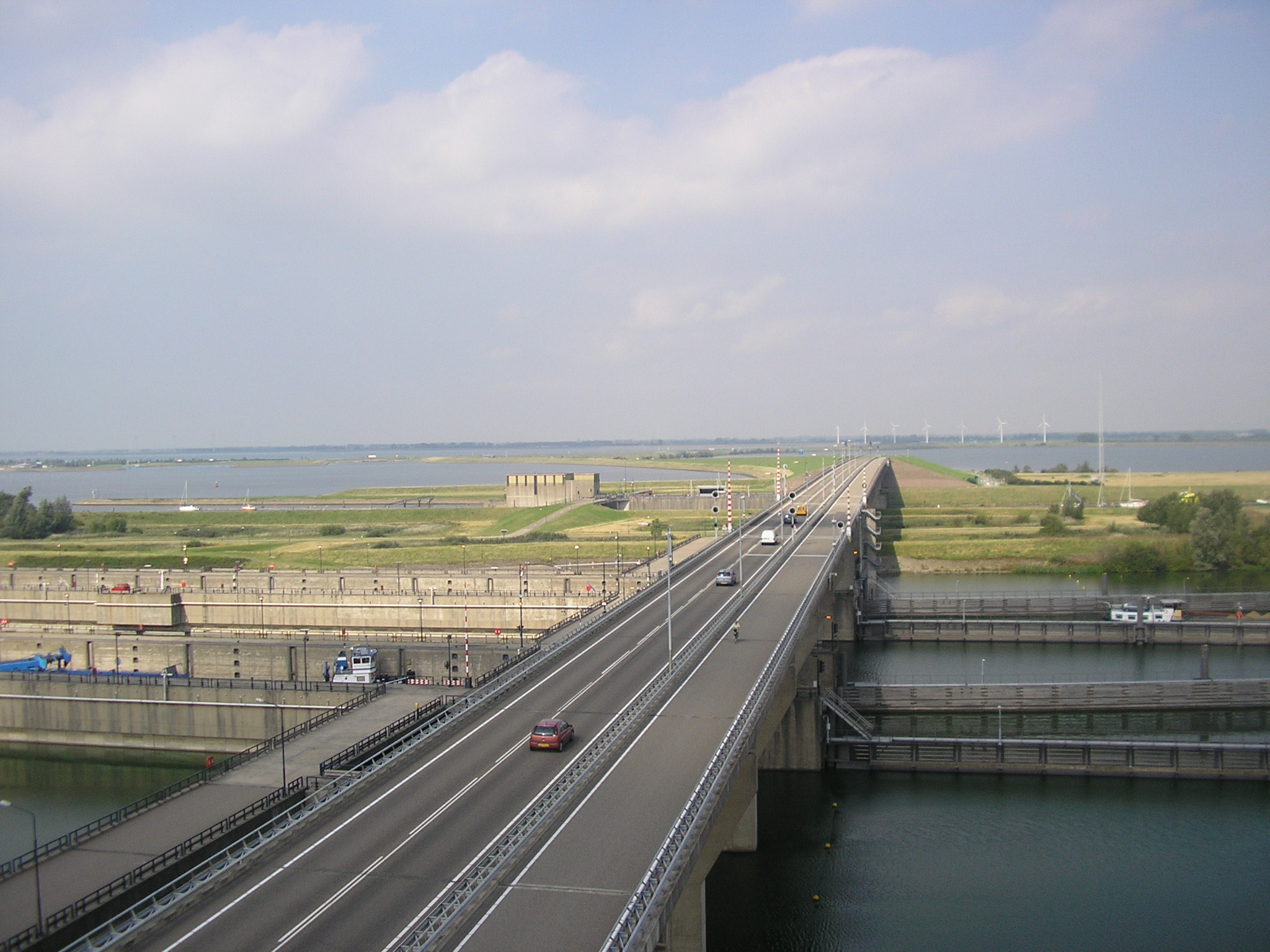
De Philipsdam gezien vanaf de uitkijktoren, met op de voorgrond de sluizen en op de achtergrond de Grevelingen